# Merzhausen
Merzhausen es un municipio en el distrito de Brisgovia-Alta Selva Negra en Baden-Wurtemberg (Alemania), sede de la mancomunidad Hexental.

## Geografía
Situado entre el Monte Hermoso y la Selva Negra en el extremo norte del Valle de Brujas pertenece a la vez a la zona del pie de monte y a la Selva Negra, ya que la falla principal entre el graben del Rin Superior y la Selva Negra atraviesa el pueblo.